# F1 2011
F1 2011 (o anche Formula 1 2011) è un simulatore di guida prodotto da Codemasters, basato sul Campionato mondiale di Formula 1 2011. È il seguito di F1 2010 ed è stato pubblicato il 23 settembre 2011 in Europa per Windows, PlayStation 3, Xbox 360 e Nintendo 3DS, mentre è stato pubblicato il 15 dicembre 2011 su dispositivi iOS.
Il 22 febbraio 2012 Sumo Digital ha creato un porting per PlayStation Vita come uno dei titoli di lancio della console.

## Modalità di gioco
Rispetto al capitolo precedente, Codemasters ha annunciato cambiamenti in modo tale da eliminare varie imperfezioni e bug. I cambiamenti sostanziali sono i seguenti:
Presente all'interno del gioco la vettura di sicurezza Safety Car (per le gare di distanza al 20% o superiori) accompagnata dalla luce lampeggiante con scritto "SC" (Safety Car) con a bordo pista i commissari che espongono le bandiere gialle. Da quest'anno fa il suo debutto la bandiera rossa per la sospensione della gara in caso di incidente grave in pista (almeno 3 vetture che si ritirano nello stesso incidente). La modalità multiplayer ha a disposizione un massimo di 16 giocatori rispetto ai 12 del precedente capitolo;
Il KERS, il sistema di recupero dell'energia cinetica (in inglese Kinetic Energy Recovery System) e il DRS, che permette di modificare l'incidenza dell'ala posteriore per i sorpassi (in inglese Drag Reduction System), possono essere utilizzati all'interno del gioco. Al posto delle gomme Bridgestone fanno il loro debutto gli pneumatici Pirelli con realistica usura per ogni mescola scelta per ogni gran premio. Rifatta completamente l'IA degli avversari visto le numerose critiche nel gioco precedente e risolti diversi bug riguardanti il pit stop e altri aspetti minori.
I danni sulle monoposto più realistici oltre al consumo delle gomme migliorato (visibile anche sullo pneumatico lo stato di usura) e al consumo di carburante selezionato per tre diverse miscele. Dopo diversi giri sui tracciati, i residui delle gomme rimasti in pista si attaccheranno agli pneumatici. Modalità cooperativa presente nella modalità multiplayer per rivivere insieme ad un tuo amico una stagione intera. Una modalità spettatore per i giocatori che devono attendere di partecipare ad una corsa o per quelli che hanno tagliato per primi il traguardo in un gran premio on-line. Multiplayer off-line migliorato con una sfida a due giocatori su split-screen.
Il meteo è dinamico e offre fase di giorno-notte sul circuito di Abu Dhabi per la distanza di gara al 100% (55 giri). Assente nel capitolo precedente, in alcune fasi delle prove libere, di qualifica e della gara è presente l'elicottero di ripresa. Interni delle monoposto più realistiche con il cockpit completamente rinnovato rispetto al capitolo precedente e uguale alla realtà.

## Patch
Dal 5 ottobre 2011 è stata pubblicata la prima patch che contiene vari aggiustamenti che gli sviluppatori avevano già messo insieme durante il periodo di certificazione del gioco.
Dal 21 novembre 2011 è uscita la seconda patch con un certo numero di miglioramenti apportati al gioco, come l'impostazione della vettura, l'IA, la modalità cooperativa, il multiplayer, la grafica e molto altro ancora.

## Circuiti e team

### Lista dei piloti e dei team
F1 2011 include tutti i 24 piloti e le 12 squadre che hanno iniziato la stagione 2011 di Formula 1. Le sostituzioni a metà stagione di Bruno Senna in Lotus Renault, di Pedro de la Rosa in Sauber-Ferrari, di Karun Chandhok alla Lotus-Renault e di Daniel Ricciardo alla HRT-Cosworth non sono incluse.
| Team                            | No. | Piloti             |
| ------------------------------- | --- | ------------------ |
| Red Bull Racing Renault         | 1   | Sebastian Vettel   |
| Red Bull Racing Renault         | 2   | Mark Webber        |
| Vodafone McLaren Mercedes       | 3   | Lewis Hamilton     |
| Vodafone McLaren Mercedes       | 4   | Jenson Button      |
| Ferrari                         | 5   | Fernando Alonso    |
| Ferrari                         | 6   | Felipe Massa       |
| Petronas Mercedes GP F1 Team    | 7   | Michael Schumacher |
| Petronas Mercedes GP F1 Team    | 8   | Nico Rosberg       |
| Lotus Renault GP                | 9   | Nick Heidfeld      |
| Lotus Renault GP                | 10  | Vitalij Petrov     |
| AT&T Williams Cosworth          | 11  | Rubens Barrichello |
| AT&T Williams Cosworth          | 12  | Pastor Maldonado   |
| Force India F1 Team Mercedes    | 14  | Adrian Sutil       |
| Force India F1 Team Mercedes    | 15  | Paul Di Resta      |
| Sauber F1 Team Ferrari          | 16  | Kamui Kobayashi    |
| Sauber F1 Team Ferrari          | 17  | Sergio Pérez       |
| Scuderia Toro Rosso Ferrari     | 18  | Sébastien Buemi    |
| Scuderia Toro Rosso Ferrari     | 19  | Jaime Alguersuari  |
| Team Lotus Renault              | 20  | Heikki Kovalainen  |
| Team Lotus Renault              | 21  | Jarno Trulli       |
| HRT F1 Team Cosworth            | 22  | Narain Karthikeyan |
| HRT F1 Team Cosworth            | 23  | Vitantonio Liuzzi  |
| Marussia Virgin Racing Cosworth | 24  | Timo Glock         |
| Marussia Virgin Racing Cosworth | 25  | Jérôme d'Ambrosio  |

### Lista dei circuiti
F1 2011 contiene l'intero calendario formato da 19 circuiti tra cui il nuovo circuito Buddh International Circuit che ospita il Gran Premio d'India e il ritorno per gli anni dispari del Nürburgring che ospita il Gran Premio di Germania.
| No. | Gran Premio         | Circuito                         |
| --- | ------------------- | -------------------------------- |
| 1   | GP d'Australia      | Albert Park Circuit              |
| 2   | GP della Malesia    | Sepang International Circuit     |
| 3   | GP della Cina       | Shanghai International Circuit   |
| 4   | GP di Turchia       | Istanbul Park                    |
| 5   | GP di Spagna        | Circuito di Barcellona-Catalogna |
| 6   | GP di Monaco        | Circuito di Monte Carlo          |
| 7   | GP del Canada       | Circuit Gilles Villeneuve        |
| 8   | GP d'Europa         | Valencia Street Circuit          |
| 9   | GP di Gran Bretagna | Silverstone Circuit              |
| 10  | GP di Germania      | Nürburgring                      |
| 11  | GP d'Ungheria       | Hungaroring                      |
| 12  | GP del Belgio       | Circuito di Spa-Francorchamps    |
| 13  | GP d'Italia         | Autodromo nazionale di Monza     |
| 14  | GP di Singapore     | Singapore Street Circuit         |
| 15  | GP del Giappone     | Suzuka Circuit                   |
| 16  | GP di Corea         | Korean International Circuit     |
| 17  | GP d'India          | Buddh International Circuit      |
| 18  | GP di Abu Dhabi     | Yas Marina Circuit               |
| 19  | GP del Brasile      | Autódromo José Carlos Pace       |

## Accoglienza
La rivista Play Generation diede alla versione per PlayStation 3 un punteggio di 86/100, apprezzando alcune migliorie apportate al sistema di controllo e una maggiore ricchezza nelle opzioni e come contro alcuni elementi, come ad esempio gli impatti, che non sembravano particolarmente realistici, finendo per trovarlo un titolo discretamente curato e divertente, che poteva far storcere il naso agli appassionati in cerca di una simulazione pura. La stessa testata lo classificò come uno dei quattro migliori giochi usciti prima dell'autunno 2011.
Le versioni portatili (3DS e Vita) invece hanno ricevuto delle recensioni mediocri decretando lo stop degli sviluppi di F1 futuri su queste console.